# Aeschynomene nyikensis
Aeschynomene nyikensis är en ärtväxtart som beskrevs av John Gilbert Baker. Aeschynomene nyikensis ingår i släktet Aeschynomene och familjen ärtväxter. Inga underarter finns listade i Catalogue of Life.